# Đường cao tốc S61 (Ba Lan)
Đường cao tốc S61 là một con đường nằm trong kế hoạch lớn của Ba Lan mà sẽ chạy từ đường A5 Litva tại biên giới Ba Lan - Lát-vi gần Budzisko, để cắt đường cao tốc S8 gần Ostrów Mazowiecka. Đường cao tốc này đã trở thành một phần của mạng lưới đường cao tốc theo kế hoạch của Ba Lan với sự chấp thuận của Hội đồng Bộ trưởng Ba Lan ngày 20 tháng 10 năm 2009. Đây là một phần của tuyến đường Via Baltica và được xem là một cách để giảm thiểu tác động môi trường của Via Baltica trên các khu vực được bảo vệ ở phía đông bắc Ba Lan.
Vào mùa xuân năm 2019, phần đường được mở cửa cho giao thông bao gồm ba phần riêng biệt, tạo thành đường tránh Suwałki / Augustów, Szczuczyn và Stawiski. Các hợp đồng thiết kế và xây dựng phần còn lại của con đường đã được ký vào năm 2017-2018, với kế hoạch hoàn thành vào cuối năm 2021. Con đường sẽ là đường hai làn dọc theo toàn bộ chiều dài của nó, và do đó, các đoạn đường một làn hiện tại sẽ được nâng cấp.

## Các đoạn đường
Vào tháng 3 năm 2012, đoạn đường tránh Stawiski (6,5 km) đã được đưa ra đấu thầu, và nó đã mở cửa cho giao thông vào tháng 12 năm 2013 dưới dạng đường một làn.
Đoạn thứ hai là một phần của đường tránh Augustów, đã hoàn thành và mở cửa cho giao thông vào tháng 11 năm 2014, với phần mở rộng là đường tránh Suwałki - được mở vào tháng 4 năm 2019 .
Đoạn thứ ba (8,0 km đường đơn) là đường tránh Szczuczyn được mở vào tháng 11 năm 2015.